# Curcuma nankunshanensis
Curcuma nankunshanensis là một loài thực vật có hoa trong họ Gừng. Loài này được Liu Nian, Ye Xiang bin và Chen Juan mô tả khoa học đầu tiên năm 2008. Tên gọi trong tiếng Trung là 南昆山莪术 (Nam Côn sơn nga thuật), nghĩa đen là nga truật núi Nam Côn. Mẫu định danh: Liu Nian et Ye Xiang-bin 20060905002; thu thập ngày 5 tháng 9 năm 2006 ở cao độ 500 m tại núi Nam Côn, huyện Long Môn, Quảng Đông. Mẫu khác là Chen Juan 0815 đưa về từ núi Nam Côn ngày 27 tháng 5 năm 2008.

## Từ nguyên
Tính từ định danh lấy theo tên địa phương thu thập mẫu định danh là núi Nam Côn (tiếng Trung: 南昆山, bính âm: Nánkūn shān, Hán-Việt: Nam Côn sơn).

## Phân bố
Loài này được tìm thấy tại Vườn rừng quốc gia núi Nam Côn tại huyện Long Môn, địa cấp thị Huệ Châu, tỉnh Quảng Đông, miền nam Trung Quốc.

## Mô tả
Cây thân thảo lâu năm, cao 8-120 cm. Thân rễ hình nón ngược, 6-10 × 4-6 cm, phân nhiều nhánh, ruột màu trắng hay kem nhạt; các thân rễ bên khá phát triển, đường kính ~1-2 cm, mọng thịt, ruột màu trắng ánh xám; các rễ mang củ thanh mảnh, ruột trắng. Lá mọc thành búi thưa. Lá 3-7; bẹ màu nâu; cuống lá 10-28 cm; lưỡi bẹ rõ, rộng ~2 mm, có lông tơ; phiến lá hình mác rộng đến hình mác, ~55-79 × 7,5-15 cm, đáy hình nêm, đỉnh hình đuôi ngắn, mặt gần trục màu xanh lục với các màu tía nhạt khi mới ra, sau biến mất, nhẵn nhụi, mặt xa trục rậm lông tơ. Cành hoa bông thóc 14-18 × ~8 cm, đầu cành trên thân giả hoặc ở bên trên các chồi riêng biệt mọc ra từ thân rễ, 4-6 hoa; cuống cụm hoa dài ~15 cm. Lá bắc mào màu trắng trừ phần màu tía về phía đỉnh, hình elip đến thuôn dài-elip, ~5-6 × 3-4 cm, rậm lông, đỉnh có mấu nhọn; lá bắc sinh sản màu xanh lục, hình trứng-elip, ~4,5 × 3,5 cm, hợp sinh đến 1/3 phía trên gốc lá bắc, rậm lông. Lá bắc con màu trắng, hình elip, ~2,6 × 0,8 cm. Đài hoa hình ống, màu trắng, ~1,5 cm, đỉnh 3 răng, rậm lông. Ống tràng hoa ~2cm, màu vàng, rậm lông nhung ở họng; thùy 3, màu tía, nhẵn nhụi; các thùy bên hình elip, ~1,9 × 0,5 cm, thùy sau lớn hơn, có nắp, đỉnh có mấu nhọn, giống như cái mỏ. Nhị lép bên màu vàng, hình trứng ngược, ~1,5 × 0,5 cm, nhẵn nhụi. Cánh môi màu vàng, gần tròn, dài ~1,7 cm, 2 khe ở đỉnh, nhẵn nhụi. Chỉ nhị rộng, phẳng; bao phấn thẳng, màu trắng, dài ~ 4 mm, có lông tơ, đáy có cựa. Bầu nhụy rậm lông. Quả nang hình gần cầu; hạt nhỏ, áo hạt xé rách. 2n = 84. Ra hoa tháng 4-6 và 8-9. Tạo quả tháng 6 và 10.
C. nankunshanensis là tương tự như C. kwangsiensis, nhưng khác ở chỗ cây cao hơn (0,8-1,2 m), thân rễ chính phân nhiều nhánh và to hơn, phiến lá hình mác rộng với mặt gần trục nhẵn nhụi và mặt xa trục có lông tơ, lá bắc mào to hơn màu trắng ngoại trừ phần tía về phía đỉnh và lá bắc sinh sản màu xanh lục so với cây thấp hơn (0,3-0,5 m), thân rễ chính không phân nhánh và nhỏ hơn, phiến lá hình mác hẹp rậm lông tơ cả hai mặt, lá bắc mào nhỏ hơn màu đỏ tía và lá bắc sinh sản màu ánh xanh lục ở C. kwangsiensis.
Cũng dễ dàng phân biệt nó với C. aromatica ở chỗ ruột thân rễ màu trắng, lá bắc mào màu trắng trừ màu tía về phía đỉnh và có hạt so với ruột thân rễ màu vàng, lá bắc mào màu đỏ tía và không mang hạt ở C. aromatica.